# Сафонова, Елена Всеволодовна
Еле́на Все́володовна Сафо́нова (род. 14 июня 1956, Ленинград, РСФСР, СССР) — советская и российская актриса театра и кино. Заслуженная артистка Российской Федерации (2011). Член общественной организации «Союз кинематографистов Российской Федерации».

## Биография и творчество
Родилась 14 июня 1956 года в Ленинграде. В середине 1960 годов семья переехала в Москву, где Елена училась в специальной средней школе с углублённым изучением французского языка. В 1973 году окончила московскую среднюю общеобразовательную школу № 37.
С третьей попытки поступила на актёрский факультет Всесоюзного государственного института кинематографии (ВГИКа) в Москве. Между поступлениями работала библиотекарем. Проучившись в институте два года, была отчислена за неуспеваемость и вернулась в Ленинград.
В 1981 году окончила актёрское отделение факультета драматического искусства Ленинградского государственного института театра, музыки и кинематографии (ЛГИТМиК). В том же году стала актрисой Академического драматического театра имени В. Ф Комиссаржевской в Ленинграде, где проработала один театральный сезон.
Дебютировала в кино ролью Любы в фильме «Ищу мою судьбу» (1974). Первая главная роль в кино — роль Саломеи Крушельницкой в биографической картине «Возвращение Баттерфляй» (1983). 
В 1982 году уехала в Москву, где была принята в труппу Театра-студии киноактёра. Широкую известность Сафоновой принесла роль Ольги в фильме «Зимняя вишня» (1985), за которую она получила свою первую награду.
С 1986 года — актриса киностудии «Мосфильм».
С 1992 по 1997 годы работала во Франции и в России. Во время проживания во Франции снялась в пяти французских фильмах, однако не получила такой известности, как в России. После возвращения в Россию в 1997 году вновь вернулась в театр и в 1999 году получила главную российскую театральную премию «Чайка».
Основная актёрская тема Сафоновой — сильная женщина в ситуации выбора между личным счастьем и эмансипированным существованием. Подобные образы сыграны Сафоновой в фильмах «Зимняя вишня», «Принцесса на бобах», «Президент и его женщина» и др.
С 1997 года проживает в Москве. 

## Семья и личная жизнь
Отец — Всеволод Дмитриевич Сафонов (1926—1992), советский актёр театра и кино, Народный артист РСФСР (1974).
Мать — Валерия Ивановна Рублёва (1928—2012), режиссёр киностудии «Мосфильм». 
Первый муж (1976—1982) — Виталий Леонидович Юшков (род. 1951), актёр, познакомились на съёмках фильма «Семья Зацепиных» (1977). Через шесть лет супруги расстались. С 1992 года Юшков проживает в Израиле.
В конце 1980-х годов встречалась с женатым мужчиной — Ваче Мартиросяном, бизнесменом, позднее эмигрировавшем с семьёй в США. 
- Сын — Иван Вачевич Сафонов[6] (род. 1991), работает на киностудии «Мосфильм».

Второй муж (1992—1997) — Самюэль Лабарт французский актёр, познакомились на съёмках фильма «Аккомпаниаторша» (1992), и переехала с сыном Иваном во Францию.
- Сын — Александр Лабарт (род. 1993), актёр театра и кино[7], гражданин Франции,  женат и вместе с супругой воспитывает ребенка.

В 1997 году пара развелась и Сафонова вернулась в Россию вместе со старшим сыном Иваном. Александр остался с отцом во Франции, поскольку по французским законам несовершеннолетних детей, рождённых на территории страны и получивших французское гражданство, нельзя вывозить за рубеж для постоянного проживания с одним из родителей без согласия второго родителя. Сафонова три года судилась за сына, но безуспешно. Она периодически его навещает.

## Роли в театре

#### Независимый театральный проект
- 2003 — «Девичник. Посиделки с антрактом»[10] по пьесе Лора Ш. Каннигем — Марта

## Фильмография
— главная роль

| Год  |   | Название                                                                           | Роль |
| ---- | - | ---------------------------------------------------------------------------------- | --- |
| 1974 | ф | Ищу мою судьбу                                                                     | Любовь Иванова, сестра Веры и Надежды                                                                        |
| 1974 | ф | Три дня в Москве                                                                   | зритель на концерте в Доме творчества (эпизод, нет в титрах)                                                 |
| 1976 | ф | Поле перейти                                                                       | эпизод |
| 1977 | ф | Семья Зацепиных                                                                    | Зоя |
| 1981 | ф | Всем — спасибо!                                                                    | Лена, актриса, исполняющая роль Жени                                                                         |
| 1982 | ф | Возвращение Баттерфляй                                                             | Саломея Крушельницкая, украинская оперная певица, педагог                                                    |
| 1982 | ф | Голос                                                                              | Светлана, дублёрша в кино                                                                                    |
| 1983 | ф | Двое под одним зонтом                                                              | Ольга, «волшебница»                                                                                          |
| 1984 | ф | Инфанты (короткометражный)                                                         | Наталья |
| 1984 | ф | Меньший среди братьев                                                              | Лёля Богданова, любовница Ильи Константиновича                                                               |
| 1985 | ф | Когда становятся взрослыми                                                         | Ирина |
| 1985 | ф | Тайна земли (короткометражный)                                                     | Алёна |
| 1985 | ф | Чужой звонок                                                                       | Наталья Кузнецова                                                                                            |
| 1985 | ф | Зимняя вишня                                                                       | Ольга Николаевна                                                                                             |
| 1985 | ф | Софья Ковалевская                                                                  | Софья Ковалевская, русский математик и механик                                                               |
| 1986 | ф | Очная ставка                                                                       | Анна Смирнова                                                                                                |
| 1986 | ф | Приключения Шерлока Холмса и доктора Ватсона: Двадцатый век начинается             | леди Хильда Трелони Хоуп, супруга министра по европейским делам                                              |
| 1987 | ф | Где находится нофелет?                                                             | Алла |
| 1987 | ф | Клиника (фильм «Консультант по эпохе»)                                             | Анна Сергеевна                                                                                               |
| 1987 | ф | Избранник судьбы                                                                   | дама |
| 1987 | ф | Филёр                                                                              | Анастасия, жена учителя гимназии Петра Воробьёва                                                             |
| 1987 | ф | Очи чёрные (СССР, Италия)                                                          | Анна Сергеевна, жена губернатора Модеста Петровича                                                           |
| 1988 | ф | Продление рода                                                                     | Ольга Владимировна Белогурова                                                                                |
| 1989 | ф | Катала                                                                             | Анна, неофициальная жена картёжника Шоты                                                                     |
| 1989 | ф | Филипп Траум                                                                       | Кристина, жена судьи, мать Николауса                                                                         |
| 1989 | ф | Утоли мои печали                                                                   | Люба, жена Бори, мать Жоры                                                                                   |
| 1989 | ф | Счастливчик                                                                        | Нонна Терентьевна                                                                                            |
| 1990 | ф | Зимняя вишня 2                                                                     | Ольга |
| 1990 | ф | Такси-блюз (СССР, Франция)                                                         | Нина, жена Лёши                                                                                              |
| 1991 | ф | Бабочки (СССР, Польша)                                                             | Она, актриса                                                                                                 |
| 1992 | ф | Аккомпаниаторша / L’accompagnatrice (Франция)                                      | Ирен Брайс, оперная певица / Irene Brice                                                                     |
| 1992 | ф | Ветер с востока / Vent d’est (Франция, Швейцария)                                  | принцесса нейтрального княжества Лихтенштейн                                                                 |
| 1994 | ф | По следу телеграфа / La Piste du télégraphe (Франция)                              | Лиза Аллинг / Lisa Alling                                                                                    |
| 1994 | ф | Мадемуазель О. (Россия, Франция)                                                   | Елена Ивановна Набокова (урождённая Рукавишникова), мать Владимира Набокова                                  |
| 1995 | ф | Зимняя вишня 3                                                                     | Ольга Николаевна                                                                                             |
| 1995 | ф | Музыка для декабря                                                                 | Анна Берсенёва, бывшая возлюбленная Александра Ларина, мать Маши                                             |
| 1996 | ф | Президент и его женщина                                                            | Вера |
| 1997 | ф | Принцесса на бобах                                                                 | Нина Николаевна Шереметева, посудомойка, не подозревающая о своём происхождении из знатного дворянского рода |
| 1998 | ф | Алиса / Alissa (Франция)                                                           | Ирина / Irina                                                                                                |
| 1998 | ф | Женская собственность                                                              | Елизавета Петровна Каминская, актриса, преподаватель театрального института                                  |
| 1999 | ф | Поклонник                                                                          | Александра Михайловна, мать Лены, жена Олега Викторовича                                                     |
| 2000 | с | Чёрная комната (новелла № 7 «Грейпфрутовый сок»)                                   | женщина |
| 2000 | с | Империя под ударом                                                                 | Елизавета Фёдоровна, великая княгиня царствующего дома Романовых                                             |
| 2000 | ф | Рухнувшие небеса / Il Cielo cade (Италия)                                          | Майя / Maja                                                                                                  |
| 2002 | с | Виллисы                                                                            | Наталья Сергеевна, преподаватель балетных танцев                                                             |
| 2003 | ф | Не привыкайте к чудесам                                                            | Елена, обеспеченная дама                                                                                     |
| 2003 | с | Пан или пропал                                                                     | Иоанна Поланская, главная героиня, рассказчица (читает закадровый текст)                                     |
| 2003 | с | Next 2                                                                             | Ангелина Ивановна Виннер                                                                                     |
| 2005 | с | Бальзаковский возраст, или Все мужики сво… 2 (серия № 2 «Слишком хороший для неё») | эпизод |
| 2005 | с | Молоды и счастливы                                                                 | мать Анны Новобранцевой                                                                                      |
| 2005 | с | Небесная жизнь                                                                     | адвокат Бочина                                                                                               |
| 2005 | с | Принцесса и нищий                                                                  | Елена Викторовна Прохорова, жена генерала, мать Ксении                                                       |
| 2005 | с | Счастливый                                                                         | Зарайская |
| 2006 | с | В ритме танго                                                                      | Мария |
| 2006 | ф | Заяц над бездной                                                                   | Елизавета II, королева Великобритании                                                                        |
| 2006 | ф | Вы не оставите меня                                                                | Лидия Святославовна Протасова, актриса театра                                                                |
| 2006 | ф | Игра слов. Переводчица олигарха                                                    | Марина Евгеньевна, мать Ирины Добровольской                                                                  |
| 2006 | ф | Петя Великолепный                                                                  | лохотронщица                                                                                                 |
| 2007 | ф | Девы ночи (Украина)                                                                | пани Алина, хозяйка «Школы любви»                                                                            |
| 2007 | с | Атлантида                                                                          | Антонина Звягинцева, экономка в доме Андреевых                                                               |
| 2008 | с | Наследство                                                                         | Елена Григорьевна, домработница Прохорова                                                                    |
| 2008 | с | Как же быть сердцу                                                                 | Эльвира Александровна, мать Кати                                                                             |
| 2008 | ф | Мой осенний блюз                                                                   | Ольга, хирург, дочь Антонины Сергеевны                                                                       |
| 2009 | ф | Какраки                                                                            | Елена Владимировна                                                                                           |
| 2009 | с | Журов                                                                              | Люсьена Павловна Ершова, прокурор, начальник следователя прокуратуры города Задольска Ивана Ивановича Журова |
| 2009 | ф | Карусель                                                                           | мать Андрея                                                                                                  |
| 2009 | ф | Мужчина в доме                                                                     | Надежда, мать Ирины                                                                                          |
| 2010 | с | Энигма                                                                             | мать Корзуна                                                                                                 |
| 2010 | с | Журов 2                                                                            | Люсьена Павловна Ершова, прокурор, начальник следователя прокуратуры города Задольска Ивана Ивановича Журова |
| 2010 | с | Судмедэксперты                                                                     | мать потомственного судмедэксперта Андрея Петровского                                                        |
| 2011 | с | Новости                                                                            | Регина Аркадьевна Новикова, директор «Шестого канала», бывшая жена Марка                                     |
| 2011 | ф | Откройте, это я!                                                                   | Нелли Негродова, популярная певица, мать Марии                                                               |
| 2011 | с | А счастье где-то рядом                                                             | Флора Анатольевна, капитан юстиции                                                                           |
| 2011 | с | Биение сердца                                                                      | Наталья, мачеха Нины Ильиной, мать Маши и Кеши                                                               |
| 2011 | с | Время для двоих                                                                    | Инна Павловна, мать Алёны                                                                                    |
| 2011 | ф | Одуванчик                                                                          | Эвелина, мать Сони                                                                                           |
| 2011 | с | Сваты 5                                                                            | Элеонора Леонидовна, мачеха Берковича                                                                        |
| 2012 | с | Дневник доктора Зайцевой                                                           | Софья Андреевна Зайцева, домохозяйка, 54 года, мать Александры и Никиты                                      |
| 2013 | с | Мама будет против                                                                  | Елена Фёдоровна Орловцева, мать Евгения                                                                      |
| 2013 | с | Мезальянс                                                                          | Алла Даниловна Свиридова, доктор наук, тётя Костика                                                          |
| 2013 | с | Шанс                                                                               | Мария Сергеевна Казаринова, мать Андрея и Стаса                                                              |
| 2014 | с | Королева бандитов 2                                                                | Александра Ивановна Гроза                                                                                    |
| 2014 | ф | Москва никогда не спит / Moscow Never Sleeps (Ирландия, Россия)                    | Наталья, жена Валерия                                                                                        |
| 2014 | с | С чего начинается Родина                                                           | Нина Викторовна Дмитриева, мать Натальи                                                                      |
| 2015 | с | Весеннее обострение                                                                | Ольга Всеволодовна, мать Кости Мелехина, убеждённого холостяка                                               |
| 2015 | с | Дневник свекрови                                                                   | Татьяна Александровна Белоцерковская, мать Павла Даниловича, свекровь Елены Сергеевны, бабушка Дани          |
| 2016 | ф | Жили-были мы                                                                       | бабушка |
| 2016 | с | Портрет любимого                                                                   | Лариса Павловна, мать Виктории и Дарьи                                                                       |
| 2016 | с | Разбитые сердца                                                                    | Екатерина Андреевна, мать Любови, свекровь Леонида, бабушка Оли                                              |
| 2016 | с | Женщина с лилиями                                                                  | Александра Григорьевна, мать Бориса                                                                          |
| 2016 | с | Куба                                                                               | Вера Павловна, эксперт-криминалист уголовного розыска в подмосковном Среднереченске                          |
| 2016 | с | Опекун                                                                             | Софья, наследница героя русско-турецкой войны генерала Мещерякова                                            |
| 2017 | ф | Зимняя вишня 4 (не был завершён)                                                   | Ольга Ивановна                                                                                               |
| 2018 | с | Старушки в бегах                                                                   | Лидия Ивановна, юрист, член коллегии адвокатов, мать Андрея, подруга Зинаиды и Екатерины                     |
| 2018 | с | Тот, кто читает мысли (Менталист) (серия № 8 «Погоня за прошлым»)                  | Светлана Петровна Назарова, мать Дениса и Максима                                                            |
| 2018 | с | Динозавр                                                                           | Надежда Васильевна Ныркова, мать рецидивиста Ростислава Ныркова                                              |
| 2018 | ф | Кривое зеркало                                                                     | гадалка, кандидат физико-математических наук, бабушка мастера по ремонту компьютеров Дмитрия                 |
| 2019 | с | Звёзды и лисы                                                                      | Наталья Александровна Галицкая, мать Нико и Сандро Галицких                                                  |
| 2019 | с | Куба. Личное дело                                                                  | Вера Павловна, эксперт-криминалист уголовного розыска в подмосковном Среднереченске                          |
| 2019 | с | Старушки в бегах 2                                                                 | Лидия Ивановна, юрист, член коллегии адвокатов, мать Андрея, подруга Зинаиды и Екатерины                     |
| 2019 | с | Смерть на языке цветов                                                             | Валерия Сергеевна Лаврова, мать Сергея Лаврова                                                               |
| 2020 | с | Смерть в объективе (фильм № 1 «Мышеловка»)                                         | Елена Леонидовна, депутат                                                                                    |
| 2021 | с | Виктория                                                                           | Ольга Николаевна, мать Олега, свекровь Виктории                                                              |
| 2021 | с | Старушки в бегах 3 (в производстве)                                                | Лидия Ивановна, юрист, член коллегии адвокатов, мать Андрея, подруга Зинаиды и Екатерины                     |
| 2021 | ф | Бабуля                                                                             | Арина Ивановна                                                                                               |
| 2021 | с | Струны                                                                             | Роза Маратовна, ректор Академии Гнесиных                                                                     |
| 2022 | ф | Грозный папа                                                                       | Марфа |

## Признание

### Государственные награды
- 2011 — почётное звание «Заслуженный артист Российской Федерации» — за заслуги в области кинематографического искусства[1]. Вручена награда Елене Сафоновой 8 июня 2015 года в Министерстве культуры Российской Федерации главой ведомства Владимиром Мединским[11].

### Общественные награды
- 1985 — лучшая актриса года по опросу журнала «Советский экран» — за роль Ольги в художественном фильме «Зимняя вишня» режиссёра Игоря Масленникова[12][13].
- 1986 — лауреат Всесоюзного кинофестиваля в номинации «Премии за лучшие актёрские работы».
- 1988 — лауреат премии «Давид ди Донателло» Итальянской академии кинематографии в категории «Лучшая женская роль» — за роль Анны Сергеевны в советско-итальянском художественном фильме «Очи чёрные» (итал. «Oci ciornie») режиссёра Никиты Михалкова[14].
- 1996 — лауреат премии Открытого фестиваля кино стран СНГ и Балтии в Анапе «Киношок» в номинации «Призы за лучшие роли» — за роль Анны Берсенёвой в драматическом художественном фильме «Музыка для декабря» (1995) режиссёра Ивана Дыховичного.
- 1997 — лауреат премии «Ника» за заслуги в области российского кинематографа за 1996 год в номинации «Лучшая женская роль» — за роль Веры в фильме «Президент и его женщина».
- 1999 — лауреат российской театральной премии «Чайка» за лучшую женскую роль — за роль Полины в спектакле «Плачу вперёд!» по одноимённой комедийной пьесе Надежды Птушкиной в постановке Геннадия Тулеса на сцене театра «Амфион» (Москва)[15].
- 1999 — приз за лучшую главную женскую роль на VII Международном фестивале актёров кино «Созвездие» Гильдии актёров кино России в Твери — за роль Елизаветы Каминской в художественном фильме «Женская собственность» режиссёра Дмитрия Месхиева[16].
- 2003 — приз за лучшую женскую роль на IV фестивале телевизионного художественного кино «Сполохи» Гильдии актёров кино России в Архангельске (16—23 марта 2003 года) — за роль Натальи Сергеевны в четырёхсерийном телевизионном художественном фильме «Виллисы» (2002) режиссёра Нурбека Эгена[17].